# James Dawkins
Pour les articles homonymes, voir Dawkins.
James Dawkins est un antiquaire et explorateur de nationalité anglaise. Il est né en 1722 et mort en 1757 en Jamaïque. L'archéologue britannique a notamment contribué à la découverte et à l'exhumation des vestiges de la cité antique syrio-romaine de Palmyre, aux côtés de l'archéologue irlandais Robert Wood, en 1751. James Wood a également effectué des expéditions archéologiques en Asie Mineure, en Égypte, en Mer Égée et dans la ville de Nazareth en Israël. L'antiquaire anglais est membre d'une riche famille de producteur et propriétaires de plantations de canne à sucre en Jamaïque et appartenant à l'Empire colonial britannique.
James Dawkins a également publié plusieurs articles parus dans un périodique spécialisé en archéologie et fondé par son homologue Robert Wood.

## Biographie
L'antiquaire anglais naît en 1722, en Jamaïque. Il est le fils d'un notable anglais venu s'installer dans la colonie anglaise à la fin du XVIIe siècle. Membre d'une riche famille de producteur et propriétaires de plantations de canne à sucre en Jamaïque et appartenant à l'Empire colonial britannique, il devient lui-même entrepreneur dans le domaine agricole de la culture de la canne à sucre.
À Londres, James Dawkins devient membre de la Société des Dilettanti, une association d'érudits et d'explorateurs britanniques.
En 1755, James Dawkins participe au mécénat d'un important projet de recherches et de fouilles archéologiques en Grèce, programme entrepris sous l'impulsion du peintre et archéologue James Stuart (1730-1788).

## Travaux
L'archéologue britannique a notamment contribué à la découverte et à l'exhumation des vestiges de la cité antique de syrio-romaine Palmyre, aux côtés de l'archéologue irlandais Robert Wood, en 1751. Sur place, les deux explorateurs y exhument notamment les ruines du Temple de Baalshamin et celui dédié à Baal. Grâce aux talents dessinateur de l'architecte Robert Wood, les deux chercheurs parviennent à établir une vue d'ensemble des ruines de la cité antique levantine et à restituer les structures architecturales des temples cultuels ainsi que la totalité des édifices monumentaux à l'époque de leur complète intégrité,,,. James Wood a également effectué des expéditions archéologiques en Asie Mineure, en Égypte, en Mer Égée et dans la ville de Nazareth en Israël.

## Publications
James Dawkins, en collaboration avec l'archéologue Robert Wood, publie en 1753, l'ouvrage intitulé « The ruins of Palmyra », premier recueil faisant état et des rapports de fouilles réalisées en 1751 au cœur de la ville palmyréenne de Tadmor,. En 1757, paraît son ouvrage « Ruins of Balbec otherwise Hielopolis » dans lequel le britannique évoque ses investigations au sein du Temple de Baalbek, à Palmyre, ainsi que ses recherches dans la cité de Grèce antique, Héliopolis. L'antiquaire anglais rédige également de nombreux feuillets dans le journal spécialisé en archéologie